# 新佛教徒同志會
新佛教徒同志会（日语：新仏教同志会），又譯為新佛教同志會，日本明治天皇時期的新興佛教團體，前身爲经纬会、佛教清徒同志会，發起人有境野哲、渡边海旭、加藤玄智、道融玄、田中治六、安藤弘、高島米峰、杉村縱橫、毛利柴庵、伊藤左千夫、结城素明等。該會以东洋大学作为活動中心，推行否定傳統佛教的新佛教運動，和禁酒、禁煙、廢娼運動。於明治33年（1900年）7月發行機關報《新佛教》，因反權威的思想表現而多次遭到禁售，1915年12月停刊。

## 簡述
該會爲應對明治時期外來文化和社會變革對佛教的衝擊而發起，主張“新佛教主義”，即建立“理性主义、伦理主义、积极入世”的新佛教，以期改善日本佛教地位和社會狀況。該會在日本興起了一陣“新佛教運動”。 
該會全盤否定佛教的僧團、僧侶、寺院、儀軌等傳統，認為傳統佛教是“习惯的、失却信仰的、形式化、迷信的”，主張“非僧侣非寺院主义”，曾提出六條綱領： 
1. 我辈將佛教的健全信仰作為根本教義。
2. 我辈培养健全的信仰智慧和道義風尚，并努力从根本上改善社会。
3. 我辈坚持自由讨论佛教和其他宗教。
4. 我辈期望剿滅迷信。
5. 我辈不認為需要维持舊有的宗教制度和仪式。
6. 我辈拒绝对宗教的政治上的保护干预。